# 鬼の俎・鬼の雪隠
鬼の俎（おにのまないた）・鬼の雪隠（おにのせっちん）は、奈良県高市郡明日香村野口（鬼の俎）・平田（鬼の雪隠）にある花崗岩の石造物。宮内庁により欽明天皇檜隈坂合陵の陪冢に治定されている。

## 概要
畑の中を通る遊歩道の脇の高台には「鬼の俎」が、遊歩道を挟んだ高台の麓に「鬼の雪隠」がある。両者は直線距離にして数十メートル離れているが、元は1つの古墳の石槨だったものが、盛土が無くなったうえ、二つに分かれてしまったものとされる。元々は花崗岩を繰り抜いた横口式石槨の蓋石（鬼の雪隠）とその底石（鬼の俎）であった。底石（俎）には横口式石槨の特徴である扉石を据えた痕跡が見られる。底石にはほぞ穴が並んでいるが、後世に割り取って石材として利用しようとしたためとみられる。
大きさは次の通り。
- 底石（俎）：長さ約4.5m、幅約2.7m、厚さ約1m。
- 蓋石（雪隠）：内幅約1.5m、高さ約1.3m。

言い伝えによると、霧ヶ峰と呼ばれたこの周辺には鬼が住んでおり、通行人に霧を降らせ、迷ったところをとらえ、食べたと云われている。「俎」で調理し、「雪隠」で用を足したという。
なお、この鬼の俎・鬼の雪隠には双墓（ならびばか）説がある。実は現在の俎の隣接したところにもう一つやや小さ目の底石があったが、明治の頃に小さく割られ民家の庭石に転用されたという。すなわち鬼の俎・雪隠古墳は双墓であり、隣にあったもう一つの石槨墓と対をなしていたというのである。割られた石は民家から運ばれて現在は橿原考古学研究所付属博物館の屋外に展示されている。

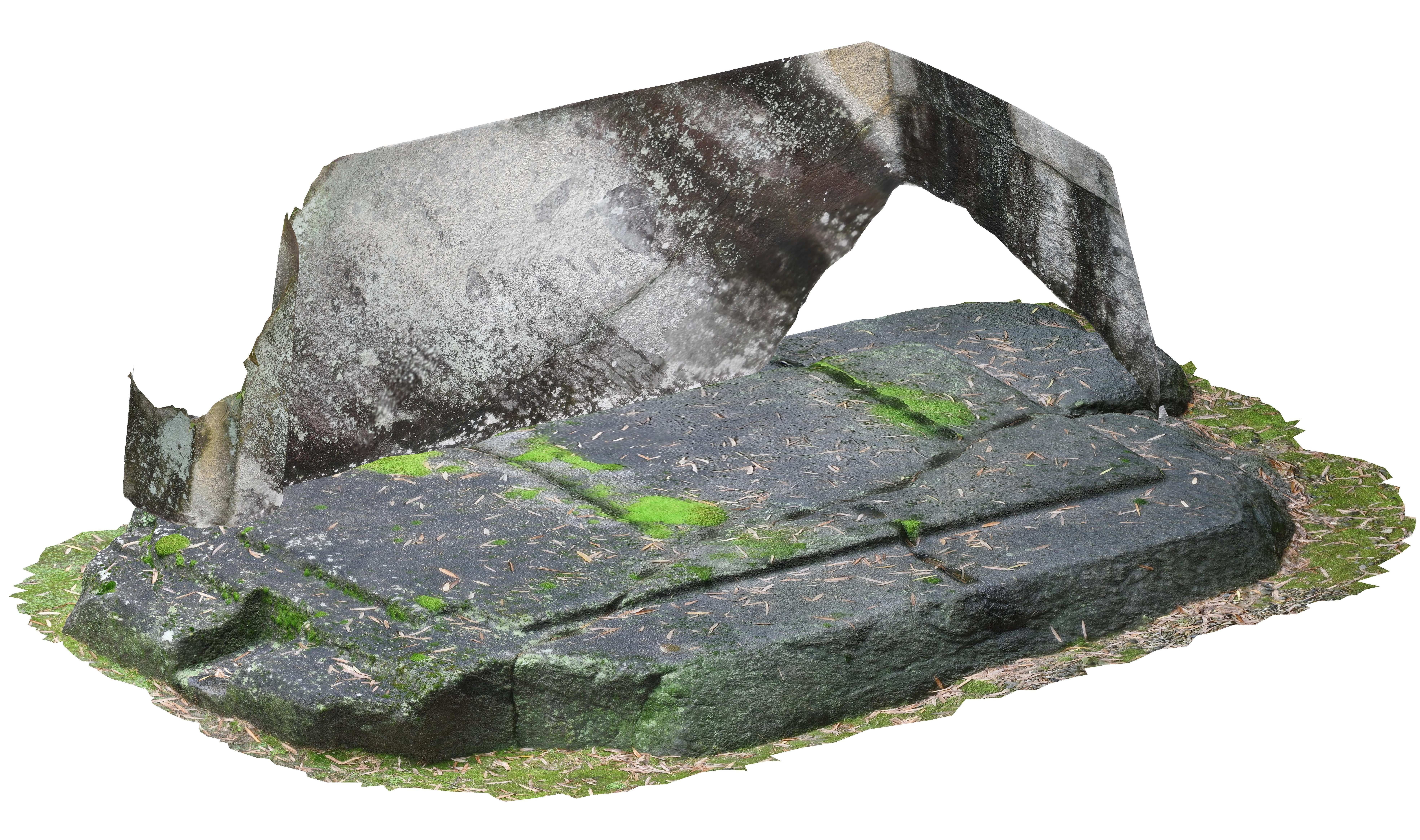
俯瞰図（俎・雪隠接合）
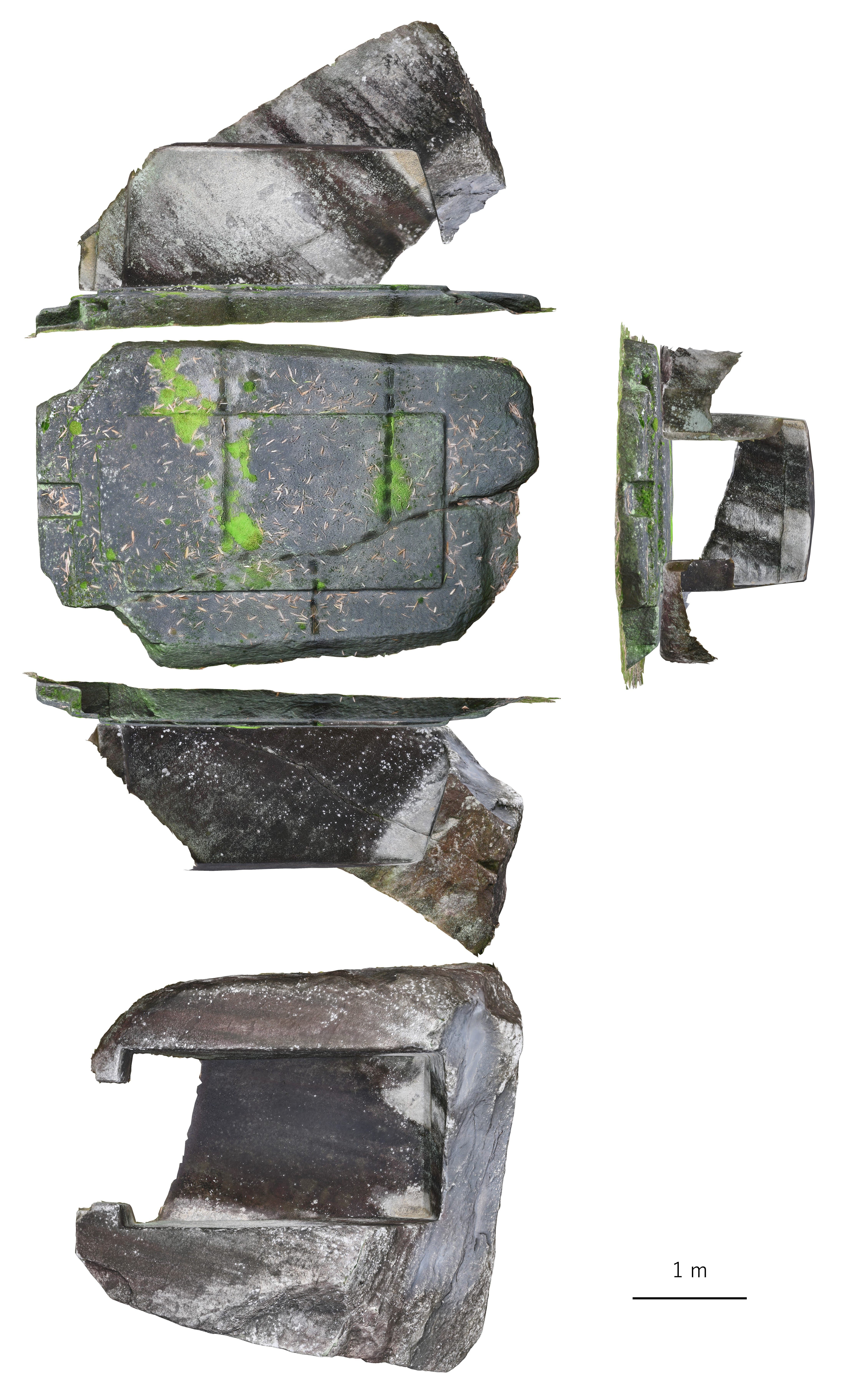
展開図（俎・雪隠接合）